# JCバンフォード・エクスカベターズ

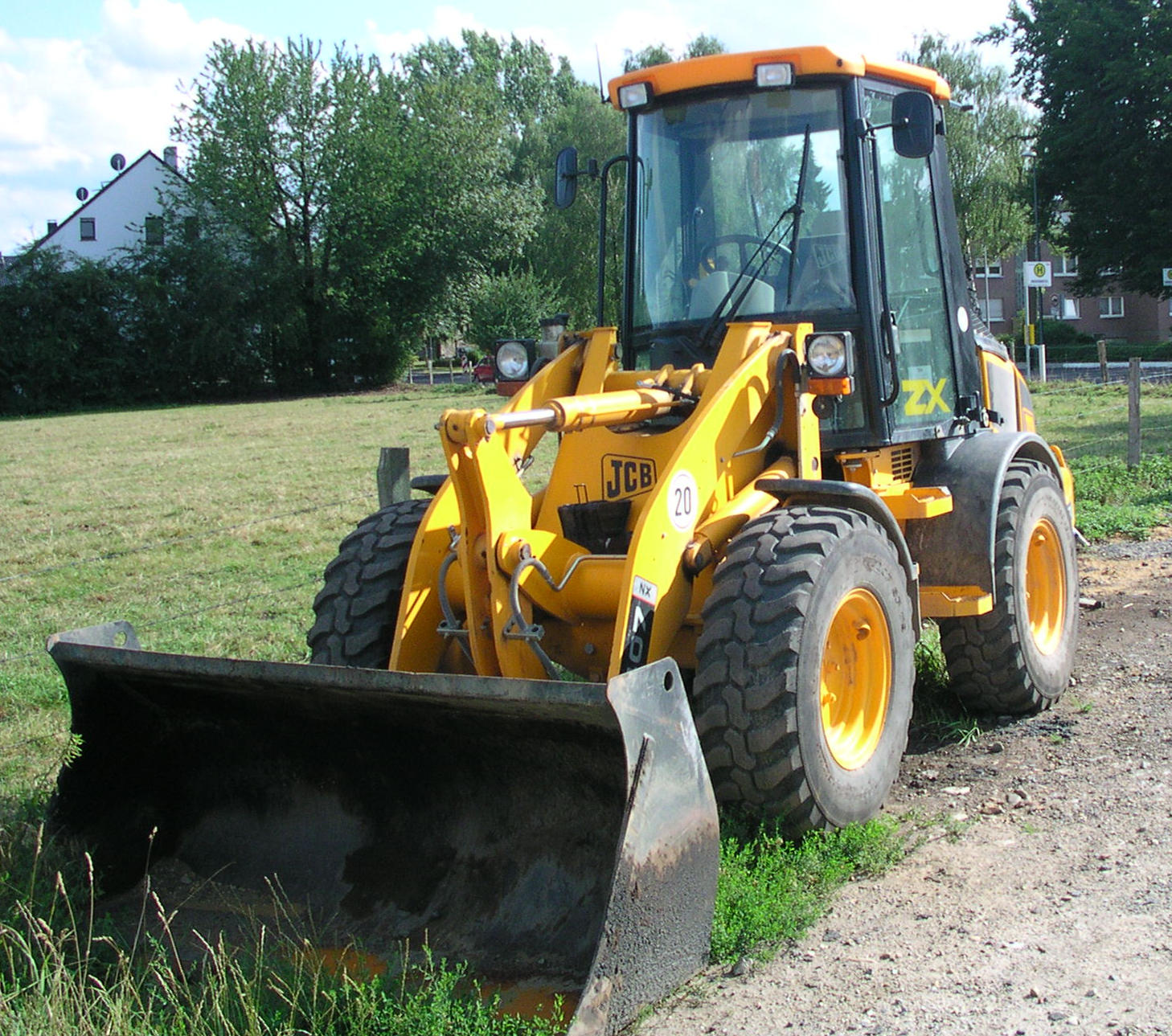
JCB 407

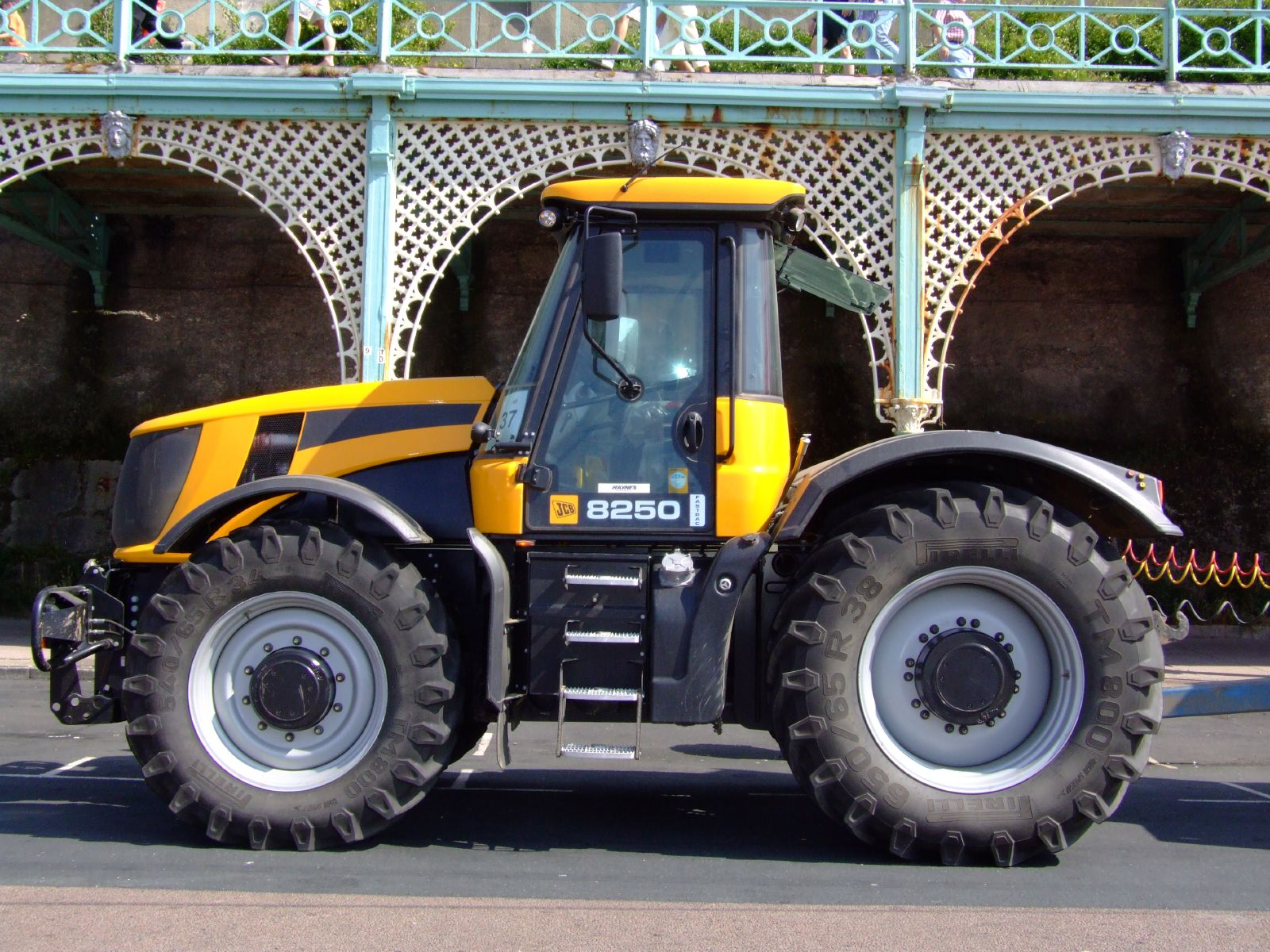
JCB Fastrac 8250

JCバンフォード・エクスカベターズ Ltd. (J. C. Bamford Excavators Ltd.)は、建設機械および農業機械製造のイギリスに本拠を置く多国籍企業。JCバンフォードあるいは単にJCBとして知られる。耐久性を重視した携帯電話JCB ToughphoneなどもJCBブランドで販売している。
ジョセフ・シリル・バンフォードによって1945年に設立された。
2006年8月にイギリスの高級自動車ブランド「ジャガー」の買収に興味があると報じられた。